# Sostegno (architettura)

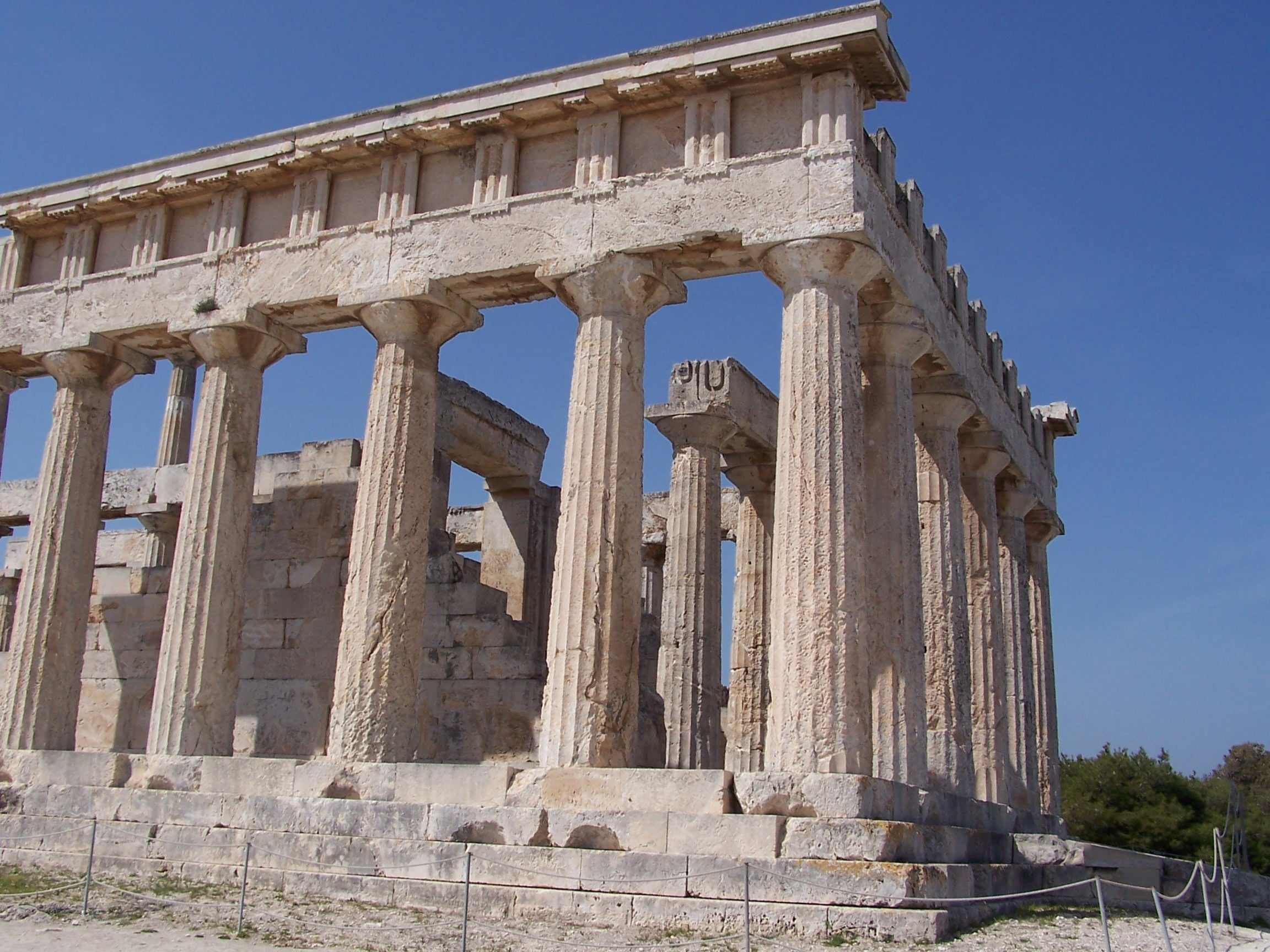
Il Tempio di Atena Afaia a Egina. Nell'architettura greca i sostegni sono immediatamente distinguibili dal carico (la trabeazione e il tetto), hanno volumi indipendenti e tra gli spazi interni passa la luce.

Un sostegno in architettura è una generica struttura portante, cioè che riceve il peso o altri tipi di forza da altre strutture. 

## Descrizione
In genere si tratta di un elemento verticale. 
I sostegni continui possono essere le pareti portanti (si parla anche di muro di sostegno), nelle quali possono essere inglobati piedritti o stipiti.
I sostegni discontinui sono quelli che si ergono isolati, in particolare sono i pilastri e le colonne: questi elementi oltre al valore strutturale hanno una particolare valenza formale, per il loro volume indipendente, che permette di ammirarli anche al di fuori del contesto architettonico (si pensi alle colonne isolate o a quelle di antiche rovine). Mentre nell'architettura antica i sostegni avevano grande importanza all'esterno degli edifici (soprattutto le colonne), in quella medievale avevano rilevanza specialmente all'interno.
La forma dei sostegni dipende dai materiali, dalla funzione, dal carico che devono sostenere e da ragioni estetiche.